# Amblyornis
Amblyornis là một chi chim trong họ Ptilonorhynchidae.